# Tristagma brevipes
Tristagma brevipes är en amaryllisväxtart som först beskrevs av Carl Ernst Otto Kuntze, och fick sitt nu gällande namn av Hamilton Paul Traub. Tristagma brevipes ingår i släktet Tristagma och familjen amaryllisväxter. Inga underarter finns listade i Catalogue of Life.